# Hemitriccus rufigularis
Hemitriccus rufigularis là một loài chim trong họ Tyrannidae.